# Тишендорф, Константин
Константи́н фон Ти́шендо́рф (нем. Lobegott Friedrich Konstantin von Tischendorf; 18 января 1815, Ленгенфельд, — 7 декабря 1874, Лейпциг) — немецкий теолог и исследователь Библии.

## Биография
Родился 18 января 1815 года в Ленгенфельде, в семье врача. Окончил Лейпцигский университет, где специализировался по древним языкам и теологии. Ещё во время обучения задумал восстановить наиболее древний текст Нового Завета.
В 1840 году отправился в Париж, где ему удалось разобрать Ефремов кодекс (Codex Ephraemi Syri rescriptus). Затем он посетил Англию, Голландию, Швейцарию, Италию. Приняв решение не ограничиваться в своих поисках европейскими библиотеками и при финансовой поддержке министерства просвещения Саксонии, он отправился в Египет, где в Каире узнал о том, что монастырь Святой Екатерины на Синайском полуострове обладает коллекцией древних пергаментов. Преодолев Нитрийскую пустыню, он добрался до монастыря, где первоначально его появление вызвало подозрение у насельников. Тем не менее, он сумел найти с ними общий язык, в результате чего был допущен в монастырь. Там практически случайно в корзине для ветхих рукописей он нашёл несколько листов со списком Септуагинты, которые монахи разрешили ему взять для исследования. В итоге он вернулся с ценным собранием греческих, сирийских, коптских, арабских и других рукописей. Важнейшим среди них оказался пергамент древнего греческого евангельского кодекса (Codex Friderico-Augüstanus), который оказался впоследствии частью Синайского кодекса (Codex Sinaiticus).
С 1844 года был профессором в Лейпцигском университете; с 1859 года заведовал кафедрой библейской палеографии, которая специально была создана для него.
В 1853 году Тишендорф предпринял второе путешествие на Восток, в том числе в Египет и на Синай. В этой поездке он попытался приобрести оставшиеся части кодекса, но получил отказ. Тогда учёный обратился за помощью к русскому правительству и приехал в монастырь уже как представитель российского императора, покровительствовавшего обители. В итоге он нашёл почти полный кодекс, содержавший большую часть Ветхого Завета, полный Новый Завет, послание Варнавы и Пастырь Гермы. 

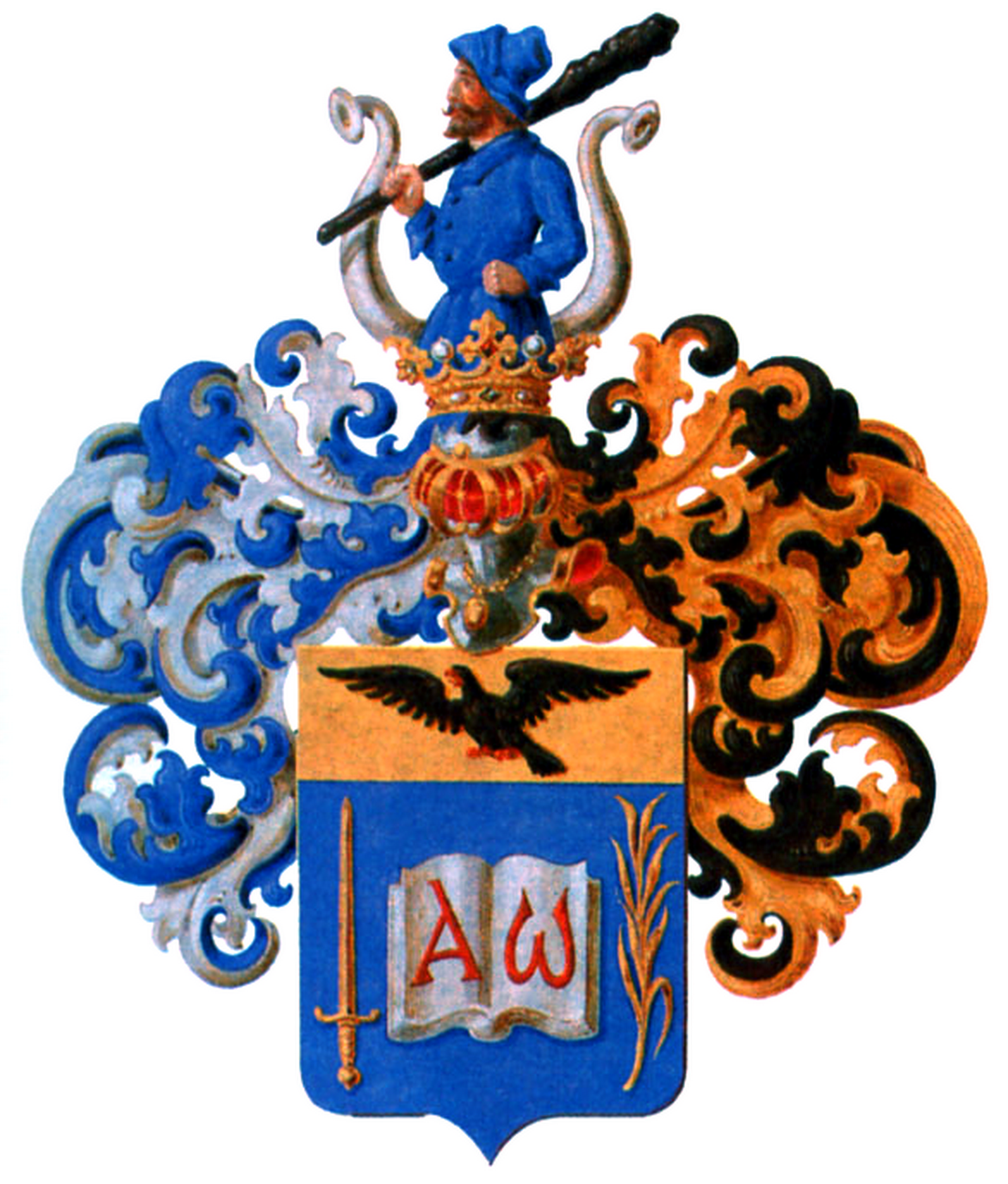
Герб фон Тишендорфа

В 1859 году он привёз рукопись, известную ныне как Синайский кодекс, в Петербург. Она была издана осенью 1862 года к юбилею 1000-летия русского государства. Два издания Нового Завета последовали за ней в (1863 и 1864) годах. В 1869 году состоялось поднесение кодекса императору Александру II и Тишендорф получил потомственное русское дворянство.

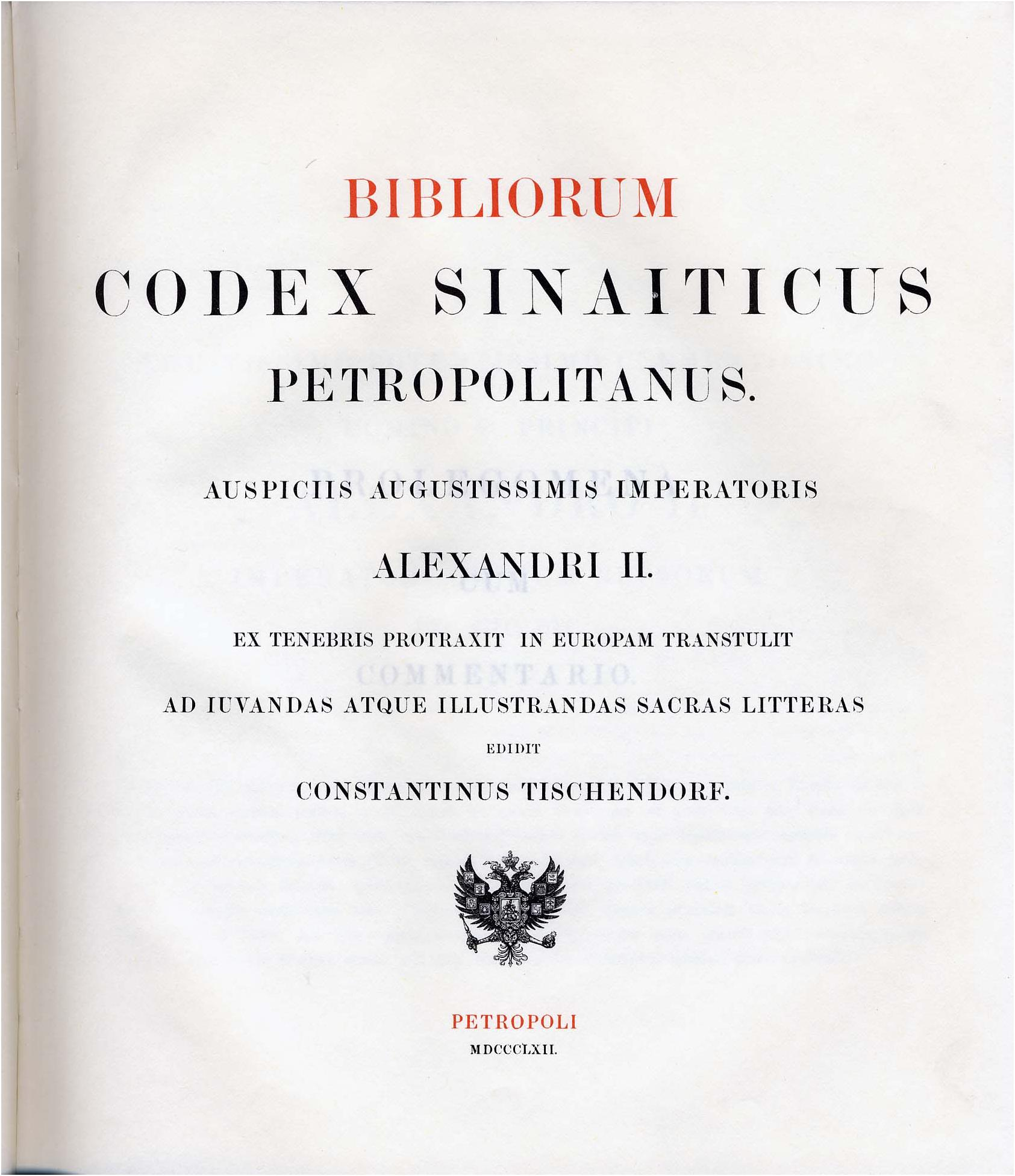
Факсимиле Тишендорфа (1862)

«Высочайшим Его Императорского Величества повелением, предложенным министром юстиции Правительствующему Сенату 27 мая 1869 года, ординарный профессор Лейпцигского университета Константин Тишендорф, Всемилостивейше пожалован 25 апреля 1869 года в Российское потомственное дворянство, в ознаменование высоких его заслуг на поприще науки и в выражение особенного Монаршего Его Величества благоволения, по изданию в свет Синайской библейской рукописи». Герб фон Тишендорфа был внесён в Часть 13 Общего гербовника дворянских родов Всероссийской империи (С. 52).

## Сочинения
В богословии Тишендорф отличался крайним консерватизмом при обсуждении библейских вопросов. Например, его перу принадлежит полемическая работа, переведённая на многие языки.
- «Когда были написаны наши Евангелия?» (Лейпциг, 1865)

Большая часть научных работ Тишендорфа относится к текстологии греческого Нового и Ветхого Завета. Сюда принадлежат входящие в состав библиотеки христианских рукописей издания
- «Codex Ephraemi Syri rescriptus, sive Fragmenta Novi Testamenti» (Лейпциг, 1843, 2 издание 1845),
- «Codex Friderico-Augustanus» (Лейпциг, 1846),
- «Monumenta sacra inedita» (Лейпциг, 1846),
- «Evangelium Palatinum ineditum» (Лейпциг, 1847);
- «Codex Amiatinus» (ib., 1850, 2 изд., 1854),
- «Codex Claromontanus» (Лейпциг, 1852),
- «Novum Testamentum Vaticanum» (Лейпциг, 1867),
- «Appendix codicum celeberrimorum Sinaitici Vaticani Alexandrini» (Лейпциг, 1867),
- «Monumenta sacra inedita, nova collectio» (рассчитано на 9 томов, вышли т. 1-6 и прилож., Лейпциг, 1855—1870),
- «Anecdota sacra et profana» (Лейпциг, 1855, 2 издание 1861)
- «Notitia editionis codicis Bibliorum Sinaitici» (Лейпциг, 1860).

Греческий Новый Завет Тишендорфа 3 раза издавался в Париже (1842), 22 раза в Лейпциге (1841—1875). Наиболее критически обработанное издание («editio VIII, critica major») появилось в 1872 году. В «Novum Testamentum triglottum» он дважды сличил с греческим текстом латинский текст Иеронима и немецкий текст Лютера по оригинальным изданиям (Лейпциг, 1854; 2 издание 1865). Немецкий и латинский тексты появились отдельно в печати. К этим изданиям Нового Завета присоединилась критическая
- «Synopsis evangelica» (5 издание, Лейпциг, 1884). Результатом трудов Тишендорфа над Септуагинтой явилось его издание данного текста (Лейпциг, 1850, 7 издание, 1887), снабженное обширным критическим аппаратом. Большое значение имеют также исследования Тишендорфа в области апокрифов:
- «De evangeliorum apocryphorum origini et usu» (Лейден, 1851), «Acta apostolorum apocrypha» (Лейпциг, 1851),
- «Evangelia apocrypha» (Лейден, 1853, 2 издание, 1876),
- «Apocalypses apocryphae» (Лейден, 1866).

Интересны и описания двух путешествий Тишендорфа:
- «Reise in den Orient» (Лейпциг, 1845—1856)
- «Aus dem Heiligen Lande» (Лейпциг, 1862).

также
- Monumenta sacra. Nova Collectio, 1-6 volumes (1857—1870) at the Internet Archive